# カトリック俵町教会
カトリック俵町教会（カトリックたわらまちきょうかい）は、長崎県佐世保市にある、キリスト教（カトリック）の教会。

## 解説
国道204号線の大通りに面している。南東には北佐世保駅、北東の丘の上には聖和女子学院がそびえている。
1971年、前川清が藤圭子との結婚式を挙げた教会としても有名。

## 沿革[1]
- 1951（昭和26）年、旧上佐世保駅の跡地を購入。
- 1952（昭和27）年献堂、同時にスカボロ外国宣教会の司牧に委ねられた。
- 1969（昭和44）年、長崎教区直轄の司牧に変更。

- 1995（平成7）12月23日、老朽化が進んだ旧聖堂（旧上佐世保駅舎を転用）に代わり、鉄筋コンクリートの現聖堂が献堂。落成式が島本大司教司式で盛大に行われた。当時の主任司祭は現大阪高松大司教区長の前田万葉枢機卿。内陣の祭壇下部分に地下納骨堂、二階に聖歌隊席。天井はコウモリ型を取りいれた高いアーチ式で窓には鮮やかなステンドグラスが入っている。同時にパイプオルガンも新設された。